# هامباخ (آلمان)
هامباخ (به آلمانی: Hambach) یک شهر در آلمان است که در Verbandsgemeinde Diez واقع شده‌است.